# Xbox One

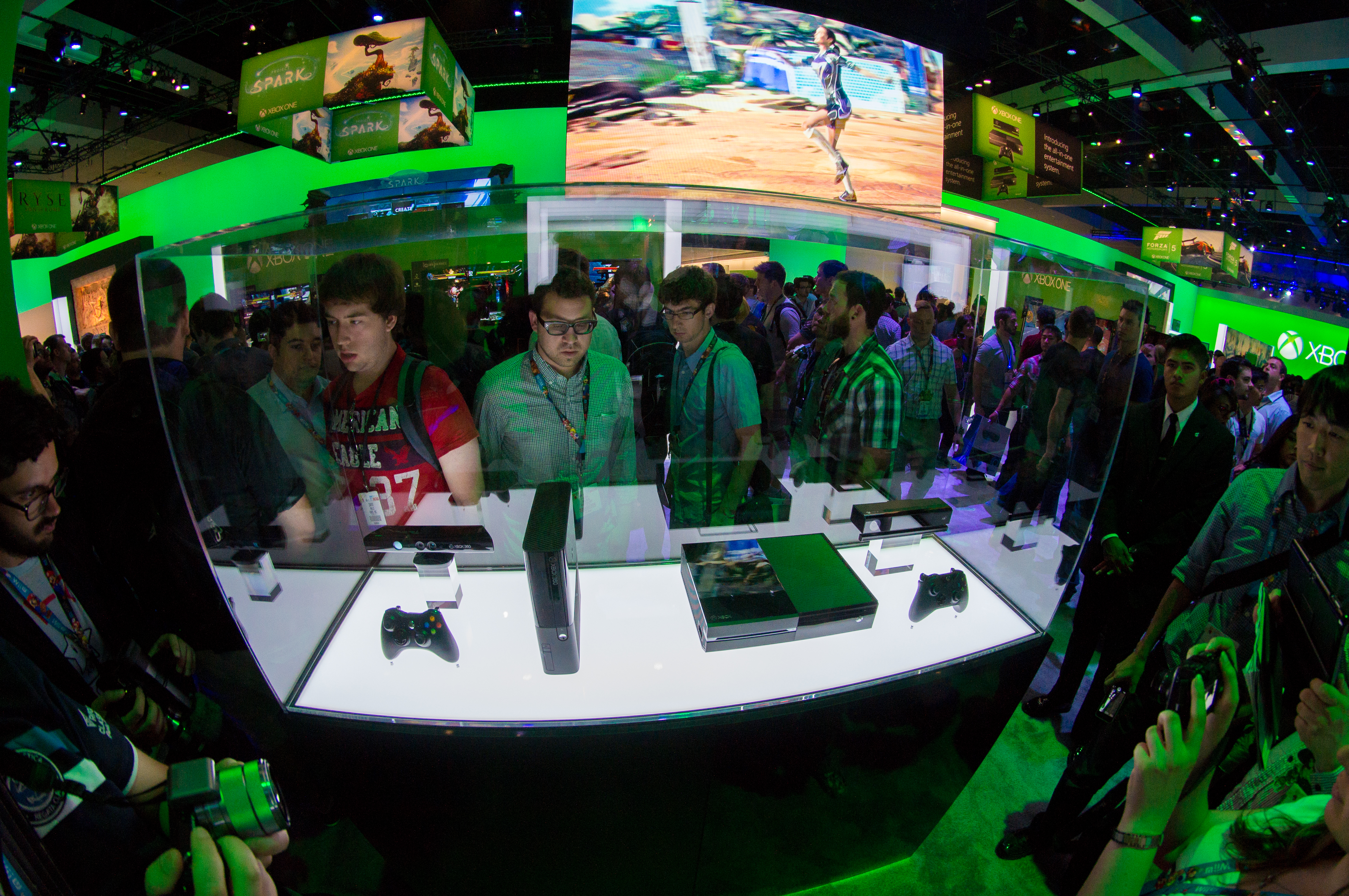
Xbox One на E3 2013 вместе с моделью Xbox 360 Е

Xbox One — третья по счёту игровая приставка от компании Microsoft, являющаяся преемницей Xbox 360. Конкурентами Xbox One среди игровых платформ восьмого поколения являются PlayStation 4 и Wii U.
Анонс состоялся 21 мая 2013 года. Первые продажи приставки начались 22 ноября 2013 года в США, Канаде, Мексике, Бразилии, Австралии, Новой Зеландии, Великобритании, Ирландии, Германии, Франции, Австрии, Италии и Испании. Продажи в России, Бельгии, Нидерландах, Швейцарии, Норвегии, Дании, Швеции и Финляндии были позднее перенесены на сентябрь 2014 года. Датой запуска Xbox One в России стало 26 сентября 2014 года.
В августе 2015 года Microsoft анонсировала новую версию геймпада Xbox One Elite.
13 июня 2016 года на выставке E3 2016 компания Microsoft представила модель Xbox One под названием Xbox One S. Данная модель отличается уменьшенным размером (на 40 % меньше оригинальной модели), возможностью вертикальной установки самой консоли, наличием версии со встроенным жёстким диском объёмом 2 ТБ, улучшенным геймпадом, возможностью проигрывать видеозаписи в разрешении 4K и поддержкой HDR-видео. Выход новой модели консоли состоялся в августе 2016 года. Одновременно Microsoft анонсировала новую версию Xbox One под названием «Project Scorpio», главной особенностью которой является 8-ядерный процессор c производительностью до 6 TFLOPS, поддержка 4K-разрешения в играх и поддержка VR-шлемов (Oculus Rift, HTC Vive).
12 июня 2017 года на выставке E3 2017 был показан сам «Project Scorpio» под именем Xbox One X. Релиз консоли состоялся 7 ноября 2017 года.
В конце 2020 года Microsoft прекратила производство всех моделей Xbox One.

## Ревизии консоли

### Xbox One
Подготовка игровой индустрии к обновлению консолей началась в 2008 году, когда Microsoft начала поиск менеджера для работы над следующим поколением игровых консолей.
До анонса носила кодовое название «Durango».
Многие авторитетные издания, в частности Forbes, склонялись к названию Xbox Infinity, но на презентации было объявлено название Xbox One. Анонс новой консоли состоялся 21 мая 2013 года, помимо консоли состоялся анонс Forza Motorsport 5, Quantum Break и NBA Live 14.

### Xbox One S

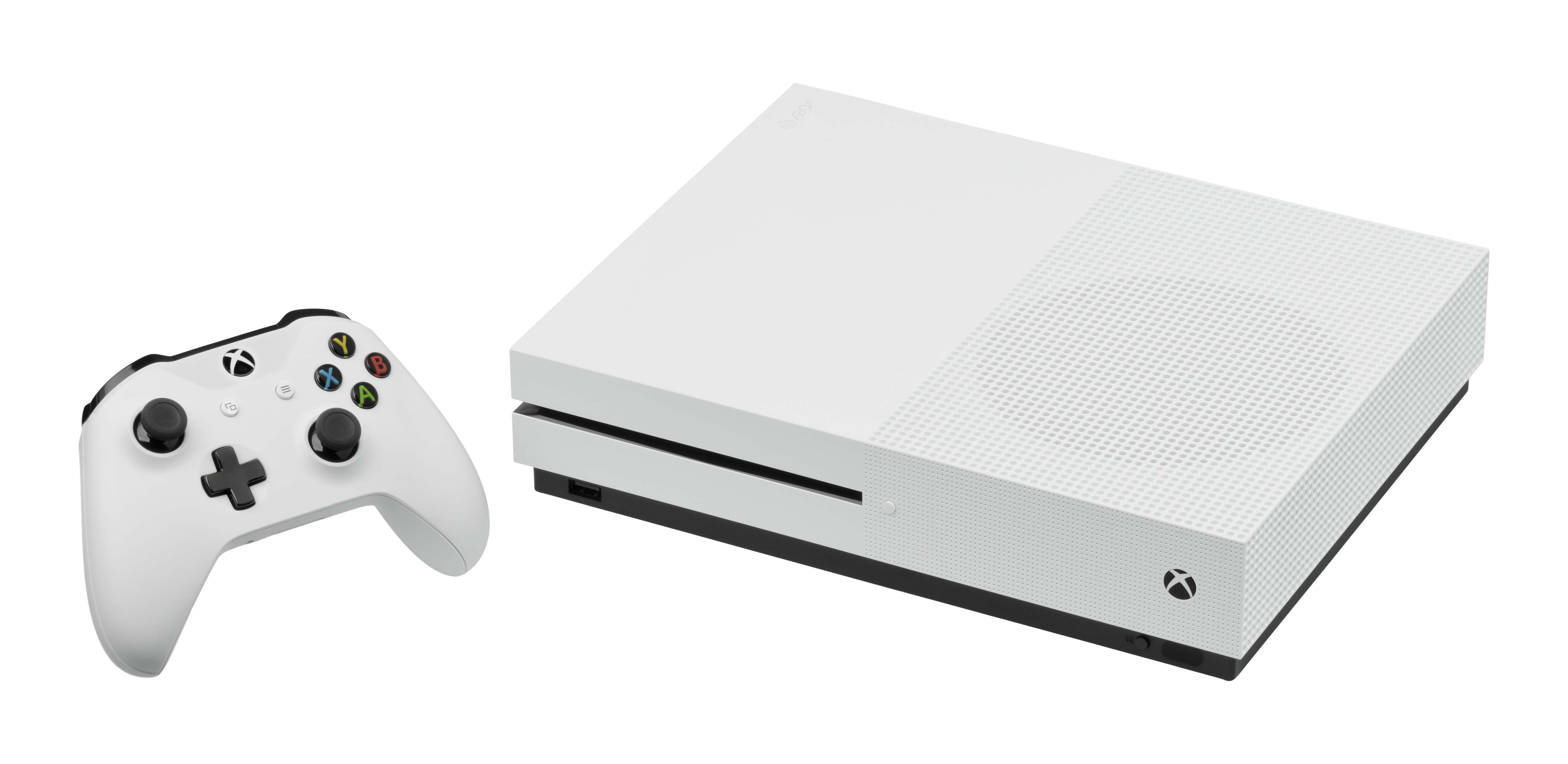
Xbox One S

В рамках выставки E3-2016 компания Microsoft провела медиа-брифинг, во время которого анонсировала две новые игровые консоли семейства Xbox для текущего поколения приставок.
Первой новинкой стал Xbox One S — обновлённая и более компактная версия консоли Xbox One, поступившей на рынок в августе 2016 года.
Xbox One S на 40 % меньше, чем оригинальная приставка. Блок питания теперь спрятан внутрь корпуса. Также разработчики отказались от встроенного порта для подключения устройства Kinect — бесконтактного сенсорного игрового контроллера. К Xbox One S пользователи подключают Kinect с помощью специального USB-переходника, который входит в комплект поставки данной версии приставки. Также в Xbox One S вместо обычного дисковода Blu-ray используется более современный Ultra HD Blu-ray совместимый привод. Добавлен отдельный IR-порт.
Xbox One S доступна в трёх различных вариантах:
- премиум версия с жёстким диском на 2 ТБ (терабайта) — 399 долларов;
- стандартная версия с жёстким диском на 1 ТБ — 349 долларов;
- бюджетный вариант с жёстким диском на 500 ГБ (гигабайт) — 299 долларов.

### Xbox One X

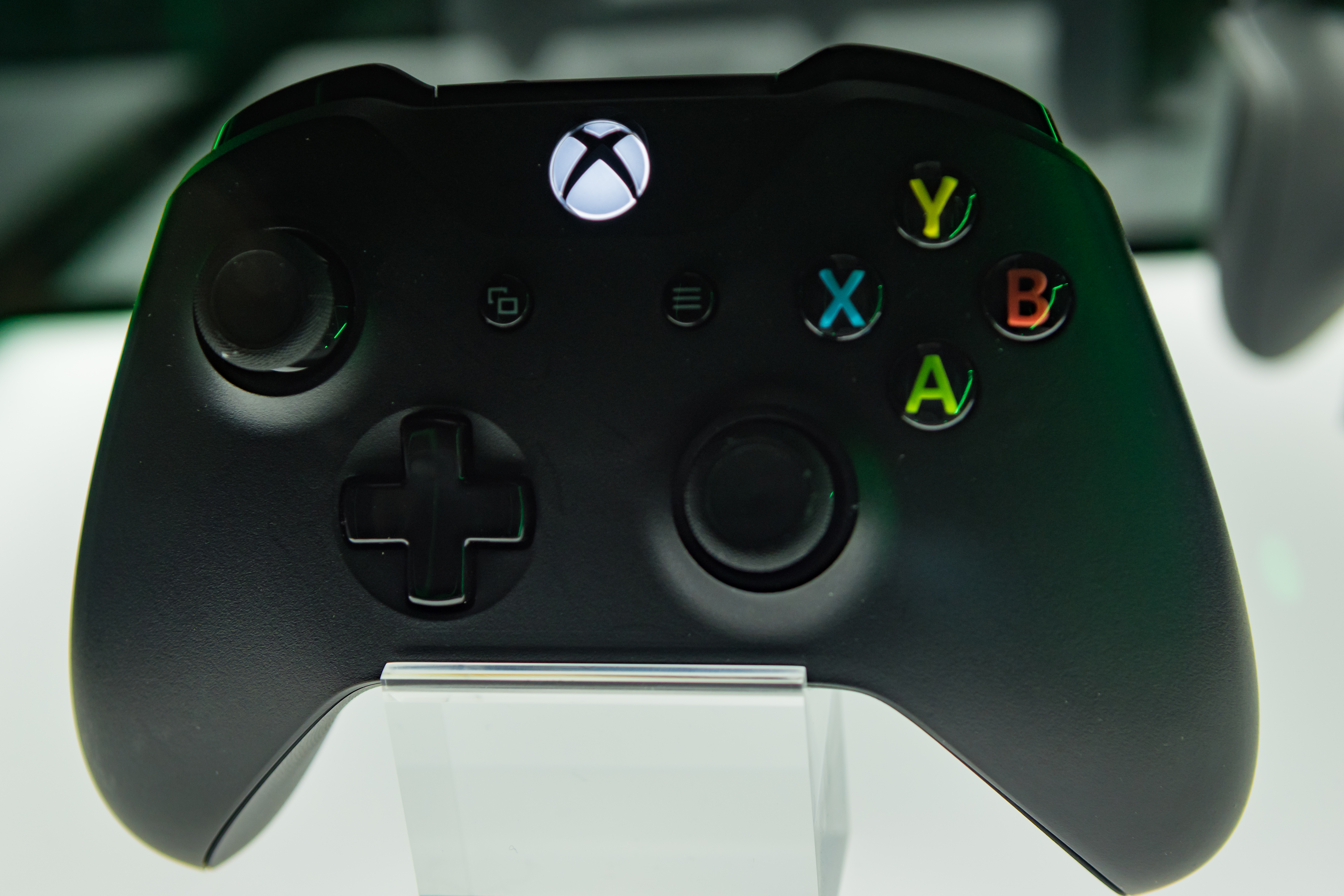

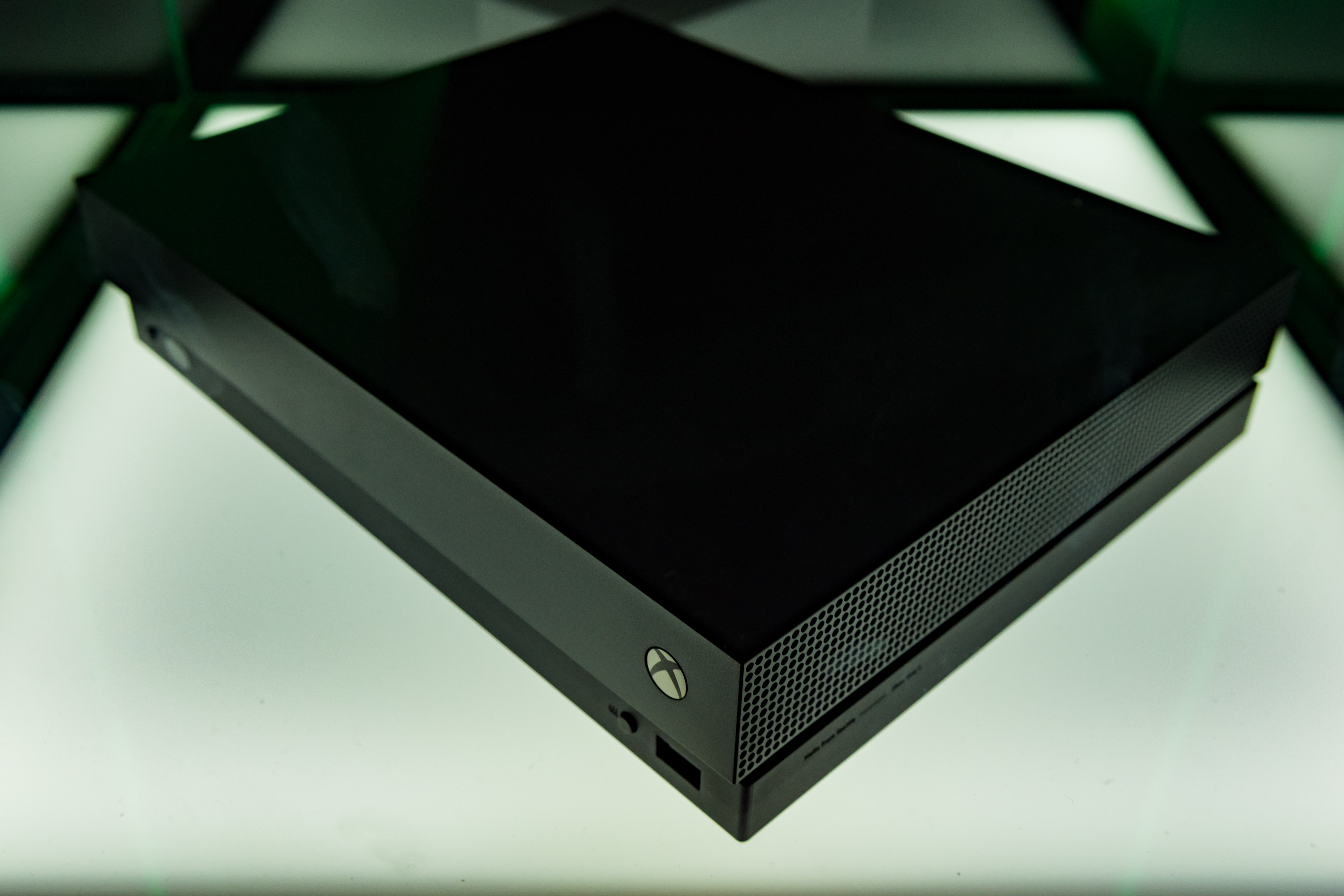
Xbox One X

Во время своей пресс-конференции E3 2017 корпорация Microsoft представила Xbox One X — высокопроизводительную версию Xbox One, которая была выпущена 7 ноября 2017 года. One X был представлен на E3 2016 под кодовым названием «Project Scorpio», он имеет усовершенствованное аппаратное обеспечение, которое предназначено в первую очередь для игр с разрешением 4K и сглаживанием для обеспечения графических улучшений на дисплеях высокой чёткости. Xbox One X также обеспечивает прирост производительности для существующих тайтлов Xbox One: например, Halo 5: Guardians, которая использует систему масштабирования, динамически снижающую разрешение игры, когда это необходимо для поддержания согласованной частоты кадров, смогла работать в своём собственном разрешении без масштабирования на Xbox One X.
Архитектура Xbox One X — это улучшенное аппаратное обеспечение Xbox One S, но ещё более оптимизированное. Он использует систему на кристалле (SoC), известную как Scorpio Engine, которая включает в себя процессор с восемью ядрами частотой 2,3 ГГц и графический процессор Radeon с 40 вычислительными модулями с тактовой частотой 1172 МГц, генерирующий 6 терафлопс графических вычислительных характеристик. Он также включает в себя 12 ГБ оперативной памяти GDDR5, 9 из которых выделяется для игр. Чтобы помочь оптимизировать данное оборудование для запуска существующих игр с разрешением 4K, разработчики Microsoft использовали внутреннее программное обеспечение отладки для сбора трассировки графического процессора от основных тайтлов, которые не запускались с полным разрешением 1080p на оригинальном Xbox One. В процессоре Scorpio Engine используется специальная платформа, предназначенная для обеспечения совместимости с процессором Jaguar исходного Xbox One, но с увеличением производительности на 31 %; пользовательская платформа не связана с текущей архитектурой AMD Ryzen. Консоль оснащена паровой камерой для охлаждения SoC, а материнские платы адаптированы к точным потребностям напряжения каждого отдельного Scorpio SoC, чтобы оптимизировать их выход и потребление энергии. Консоль также поддерживает технологию AMD FreeSync на совместимых дисплеях.
Xbox One X совместим со всем существующим программным обеспечением и аксессуарами Xbox One. Игры, продаваемые как Xbox One X Enhanced, имеют определённую оптимизацию для графической верности на аппаратном обеспечении консоли, в то время как отдельная иконография используется для обозначения игр, которые запускаются с разрешением 4K или поддерживают HDR. Существующие игры постепенно получают обновления для обеспечения улучшений или дополнительной поддержки 4K для Xbox One X. Хотя глава маркетинга Xbox Games Аарон Гринберг заявил, что Xbox One X не будет иметь эксклюзивных тайтлов, генеральный менеджер издательского дома Shannon Loftis отметил в последующем интервью, что он не был уверен в этом вопросе, и эксклюзивность будет «до сообщества разработчиков игр, что они хотят делать». Спенсер также рекламировал, что аппаратное обеспечение Xbox One X также может быть использовано для поддержки виртуальной реальности, отметив, что особенно в ценовой точке консоли: «наличие чего-то в шести терафлопсах, которые получат миллионы людей, покупающих его, очень привлекательно для некоторых из VR компаний, которые уже там, и мы создали его таким образом, чтобы что-то могло подключаться и работать». Однако Microsoft ещё не объявила о каких-либо официальных планах поддержки VR на Xbox One X.
Xbox One X был выпущен 7 ноября 2017 года с моделью 1 ТБ, которая стоит 499 долларов США. Xbox One X считается конкурентом PlayStation 4 Pro, аппаратное обновление PlayStation 4, выпущенное в конце 2016 года, которое также фокусируется на 4K играх и улучшенной производительности виртуальной реальности, хотя Фил Спенсер заявил, что конкурент PlayStation 4 Pro — это Xbox One S. В октябре 2016 года Пенело заявил, что преимущество производительности Xbox One X над PS4 Pro было бы «очевидным», отметив, что GPU для PS4 Pro имеет только 4,2 терафлопс производительности графических вычислений по сравнению с заявленными 6 терафлопсами Microsoft. Некоторые журналисты считали, что обмен сообщениями и позиционированием Microsoft «Scorpio» наряду с выпуском Xbox One S противоречат самим себе и «запутывают».
Также в Xbox One X вместо обычного дисковода Blu-ray используется более современный Ultra HD Blu-ray совместимый привод.
Производство Xbox One X было прекращено в июле 2020 года, так как Microsoft готовилась к переходу на грядущую консоль Xbox Series X.

### Xbox One S All-Digital Edition
Новая консоль восьмого поколения от компании Microsoft, в которой отсутствует привод для оптических дисков. Консоль начала распространяться по всему миру 7 мая 2019 года. По своим характеристикам она схожа с ревизией Xbox One S. На данной консоли возможна установка контента только из цифрового магазина Xbox Live.
Снята с производства в июле 2020 года.

### Дата выпуска
|       | Xbox One       | Xbox One S     | Xbox One X    | Xbox One S All-Digital |
| ----- | -------------- | -------------- | ------------- | ---------------------- |
| Релиз | 22 ноября 2013 | 2 августа 2016 | 7 ноября 2017 | 7 мая 2019             |

## Дизайн
Дизайн Xbox One сильно упрощён в сравнении с предыдущими моделями. Цвет приставки чёрный с белым логотипом (логотип без зелёного свечения), покрытие консоли наполовину чёрное глянцевое и наполовину серое матовое. Логотип Xbox One светится, чтобы показать пользователю, что консоль включена.
Помимо самой приставки, свой вид изменили сенсор Kinect, геймпад и сам интерфейс приставки. Появились возможности, которые были уже реализованы в Windows 8, например деление экрана.

## Аппаратное обеспечение

### Технические характеристики
- ЦП — Xbox One получил 8-ядерный x86-x64 центральный процессор APU 1,75 Ггц[10][27], ранее был заявлен процессор с частотой 1,6 Ггц[11].
- GPU — AMD Radeon GPU в составе APU, основан на AGCN-архитектуре с 12 вычислительными модулями, которые имеют 768 ядер; D3D 11.2 @ 1,31 TFLOPS[11].
- ОЗУ — в Xbox One имеется 2 типа памяти: DRAM и ESRAM. Объём DDR3 — 8 Гб (2133 МГц) (используются только 5 Гб, так как остальные 3 Гб ограничены под нужды операционных систем)[28]. Объём ESRAM — 32 Мб. Пропускная способность ESRAM — 192 Гб/с, DDR3 — 68,3 Гб/с[11].
- Жёсткий диск — 500 ГБ/1 ТБ/2 ТБ. Жёсткий диск Xbox One несъёмный, есть возможность подключить внешний жёсткий диск[29].
- Blu-Ray и DVD привод.(не присутствует в ревизии All-Digital)
- Контроллер Kinect 2.0. Камера высокой чёткости — 1080p. Распознавание лиц. ИК датчики увеличивают качество съёмки и позволяют снимать в темноте.
- Xbox One имеет три разъёма USB 3.0[30] и два HDMI (вход и выход).
- Изначально было объявлено, что Xbox One будет требовать постоянного интернет-подключения, позднее на конференции на E3 2013 было объявлено, что максимальное время работы не в сети — 24 часа, с ограничением функциональности. 19 июня 2013 был опубликован пресс-релиз, в котором было сообщено, что под давлением общественности компания меняет политику и отменяет требование постоянного подключения к сети, региональную блокировку и привязку игр к аккаунту, за которые новая консоль подвергалась наибольшей критике[31].

### Аудио и видео
Xbox One поддерживает разрешение 4K60fps и 7.1 звук.
Xbox One поддерживает входной и выходной HDMI 1.4.
В Xbox One нет видеовыхода для композитного или компонентного видео.

## Возможности

### Медиаинтерфейс
В ОС Xbox One так же как и в Windows 8 имеется возможность открывать приложения (такие как музыка, Skype, Microsoft Edge и т. д.) по сторонам экрана. Xbox One может служить в качестве соединяющего между телеприставкой и TV через HDMI. Эта возможность позволяет смотреть телепередачи от ТВ-провайдеров через консоль, а также появляется функции в виде рекомендаций, гида телепередач и голосового управления. Телеприставка контролируется консолью посредством ИК-бластера консоли (Xbox One S, Xbox One X) или контроллера Kinect.

### Геймпад
На презентации Xbox One была представлена переработанная версия контроллера Xbox 360.
По заявлению Microsoft в новом геймпаде сделано 40 технических усовершенствований, включая новые динамические импульсные триггеры LT и RT, новый дизайн d-pad (форма которого стала более крестообразной), интегрированный аккумуляторный отсек и поддержка Wi-Fi Direct. Есть возможность подключить гарнитуру. Также утверждается, что ручки стали меньше, а благодаря новому дизайну скрываются болты. В Microsoft заявили, что переработали способ соединения контроллера с консолью, благодаря чему скорость отклика увеличилась на 15 %. Представители компании Microsoft заявили, что согласно их исследованиям новый геймпад сможет работать, как минимум, на протяжении 10 лет.

### Kinect 2.0
Xbox One поставляется с обновлённой версией бесконтактного игрового контроллера Kinect. В Kinect 2.0 используется ToF (времяпролётная) камера с широким углом обзора и разрешением 1080p (в предыдущей версии использовалась VGA камера).
Новый Kinect обрабатывает данные со скоростью 2 Гбит/с. По сравнению с предыдущей версией повысилась точность определения, максимальное количество одновременно определяемых людей увеличилось до шести, новый Kinect также может отслеживать жесты контроллером и определять пульс человека. Микрофон Kinect остаётся активным даже если консоль находится в спящем режиме, то есть консоль можно включить голосовой командой.
Выпуск Windows-версии нового Kinect был намечен на 2014 год.

## Реакция аудитории и прессы
- После презентации Xbox One продажи Wii U в Великобритании поднялись на 875 %[41].
- После презентации нового Xbox акции Sony выросли на 9 %[42].
- Старт продаж Xbox One X в Великобритании оказался успешнее чем у PS4 Pro и количество проданных консолей оказалось сопоставимо с Nintendo Switch, так, за первую неделю, было продано свыше 80 тысяч консолей[43].

### Продажи
Microsoft публиковала результаты продаж только в первый год после запуска консоли. Последняя официальная информация о продажах фигурировала в ноябре 2014 года, через год после чего компания анонсировала, что больше не будет разглашать эту информацию.
22 ноября 2013 года, Microsoft подтвердила информацию о миллионе проданных консолей за 24 часа после старта продаж.
11 декабря 2013 года, Microsoft заявила об около двух миллионов проданных консолей за 18 дней продаж. Через день после этого, компания заявила, что Xbox One является самой быстропродаваемой консолью в США, основываясь на данных NPD Group.
12 ноября 2014 года, Microsoft сообщила о 10 миллионах поставленных ритейлерам единиц по всему миру. Компания также заявила, что снижение цены утроило продажи консолей в США за прошедшую неделю.
На момент октябрьского заявления Microsoft о неразглашении продаж, цифра в 10 миллионов на ноябрь 2014 года является последней официальной информацией об общих продажах. Некоторые журналисты связывают это с отставанием Xbox One от своего главного конкурента PlayStation 4, и что это действие позволит консоли не выглядеть «хуже» чем приставка Sony.
Низкие продажи Xbox One в Японии продолжали тенденцию прошлых консолей Microsoft против Sony и Nintendo. За неделю после начала продаж, было продано лишь 23.562 единиц, когда как в 2005 году было продано 62.000 единиц Xbox 360 за первую неделю. На конец недели 14 июня 2015 года, в Японии было продано всего 100 консолей Xbox One, для сравнения, за ту же неделю было продано 16.413 консолей Wii U.
В январе 2016, финансовый директор Electronic Arts в финансовом отчёте заявил, что Microsoft продали «от 18 до 19 миллионов» единиц Xbox One. Это ровно половина от 36 миллионов проданных на тот момент PlayStation 4, однако больше, чем 12.5 миллионов проданных на тот момент Nintendo Wii U.
В юридических документах, относящихся к планируемому приобретению Activsion Blizzard, Microsoft сообщила бразильским регулирующим органам, что по состоянию на август 2022 года продажи Xbox One составляли лишь половину продаж PlayStation 4. Это означает, что количество проданных Xbox One составляет около 58,5 миллионов, что подтверждает результаты исследования рынка, проведённого компанией Ampere Analysis, которая установила, что Xbox One преодолел отметку в 51 миллион консолей.

## Игры
Игры для данной консоли распространяются на Blu-ray дисках или загружаются из Xbox Games Store.
По заявлениям Microsoft, в первый год на Xbox One должно выйти 15 эксклюзивных игр, 8 из которых — новые франшизы, в числе которых Fable Legends, Forza Motorsport 5, Forza Horizon 2, Halo: The Master Chief Collection, Halo 5: Guardians, Killer Instinct, Quantum Break и Sunset Overdrive. Xbox Games Store перешёл и на Windows 10, и игры теперь можно покупать через него на PC.

### Обратная совместимость
На выставке E3 2015 Microsoft анонсировала обратную совместимость с ограниченным набором игр для Xbox 360.
12 ноября 2015 года состоялся официальный запуск программы обратной совместимости Xbox One с играми для приставки Xbox 360.
На выставке E3 2017 Microsoft анонсировала обратную совместимость с ограниченным набором игр для Xbox. Запуск программы состоялся 24 октября 2017 года.
На выставке E3 2019 было объявлено о прекращении выпуска игр по обратной совместимости в связи с разработкой обратной совместимости для консоли нового поколения «Project Scarlett» — Xbox Series X.